# Morgan Amalfitano
Morgan Henri René Amalfitano (Niza, 20 de marzo de 1985) es un exfutbolista francés.
Es el hermano mayor del también futbolista Romain Amalfitano.

## Clubes
| Club                          | País       | Año       |
| ----------------------------- | ---------- | --------- |
| CS Sedan Ardennes             | Francia    | 2003-2008 |
| FC Lorient                    | Francia    | 2008-2011 |
| Olympique de Marsella         | Francia    | 2011-2014 |
| West Bromwich Albion (cedido) | Inglaterra | 2013-2014 |
| West Ham United               | Inglaterra | 2014-2015 |
| Lille OSC                     | Francia    | 2016-2017 |
| Stade Rennais                 | Francia    | 2017-2018 |